# Losanna

Logo

Losanna (AFI: [loˈzanna]; in francese: Lausanne; in arpitano: Losena; in romancio: Losanna; in tedesco desueto: Lausannen e Losannen) è una città della Svizzera, capitale del Canton Vaud e dell'omonimo distretto.
Situata sulla sponda settentrionale del lago Lemano (Lac Léman in francese), chiamato anche lago di Ginevra, conta 140 202 abitanti (424 000 nell'hinterland), è la quarta città più grande della Svizzera, preceduta in ordine decrescente da Zurigo, Ginevra e Basilea, ed è collegata alla cittadina francese di Évian tramite battello. È un importante centro di attività commerciali, bancarie e universitarie ed è sede della scuola di danza Rudra-Béjart, fondata dal coreografo Maurice Béjart. Nel 1994 fu dichiarata "capitale olimpica" ed è quindi sede del Comitato Olimpico Internazionale.

## Geografia fisica

### Territorio
Si trova a 495 m s.l.m. (centro cittadino), nella parte centrale del canton Vaud, sui pendii e sulle valli della riva settentrionale del lago di Ginevra. Nella parte centrale della città scorrono i torrenti Louve e Flon. Il centro è disposto su tre colli: Cité, Le Bourg e Saint-Laurent.
La superficie di 41,4 km² di questo grande comune copre una parte del territorio centrale del Vaud, a nord del lago Lemano. Il territorio è costituito da una zona a forte pendenza nella parte meridionale, appena a ridosso del lago, ed è limitato a ovest dal fiume Chamberonne e ad Est dal fiume Vuachère. Dalla spiaggia lacustre, la città si innalza sino ai 500 m della zona centrale, e ancora più su fino al piano di La Blécherette (620 m), la foresta del Bosco di Sauvabellin (663 m) e la terrazza di Vennes (700 m).
Da questa parte principale della città, una stretta striscia di territorio sale verso nordest fino a Montblesson, tra le valli di Flon Morand e Chandelar (nell'area di raccolta del Paudèze), e agli altopiani del Jorat. Qui si trova il passo di Chalet-à-Gobet (873 m), sulla strada Losanna-Moudon. Il punto più elevato del territorio di Losanna è costituito dalla sommità del Jorat, a 929 m. L'altopiano del Jorat costituisce uno spartiacque europeo, poiché le acque che cadono a nord finiscono nel bacino del Reno, mentre quelle che cadono a sud vanno nel Rodano. Nella parte più a nord della città si trovano le sorgenti del fiume Talent, che appartiene al bacino del Rodano.

### Clima
| Losanna             | Mesi | Mesi | Mesi | Mesi | Mesi | Mesi | Mesi | Mesi | Mesi | Mesi | Mesi | Mesi | Stagioni | Stagioni | Stagioni | Stagioni | Anno  |
| Losanna             | Gen  | Feb  | Mar  | Apr  | Mag  | Giu  | Lug  | Ago  | Set  | Ott  | Nov  | Dic  | Inv      | Pri      | Est      | Aut      | Anno  |
| ------------------- | ---- | ---- | ---- | ---- | ---- | ---- | ---- | ---- | ---- | ---- | ---- | ---- | -------- | -------- | -------- | -------- | ----- |
| T. max. media (°C)  | 3,5  | 5,2  | 8,7  | 13,0 | 17,3 | 21,1 | 24,2 | 23,1 | 19,5 | 14,1 | 7,9  | 4,3  | 4,3      | 13,0     | 22,8     | 13,8     | 13,5  |
| T. min. media (°C)  | −0,5 | 0,5  | 2,7  | 5,6  | 9,4  | 12,7 | 15,1 | 14,6 | 12,1 | 8,4  | 3,7  | 0,6  | 0,2      | 5,9      | 14,1     | 8,1      | 7,1   |
| Precipitazioni (mm) | 83   | 73   | 81   | 84   | 101  | 115  | 91   | 111  | 100  | 93   | 97   | 88   | 244      | 266      | 317      | 290      | 1 117 |
| Giorni di pioggia   | 11   | 10   | 11   | 11   | 12   | 11   | 9    | 10   | 8    | 8    | 10   | 10   | 31       | 34       | 30       | 26       | 121   |

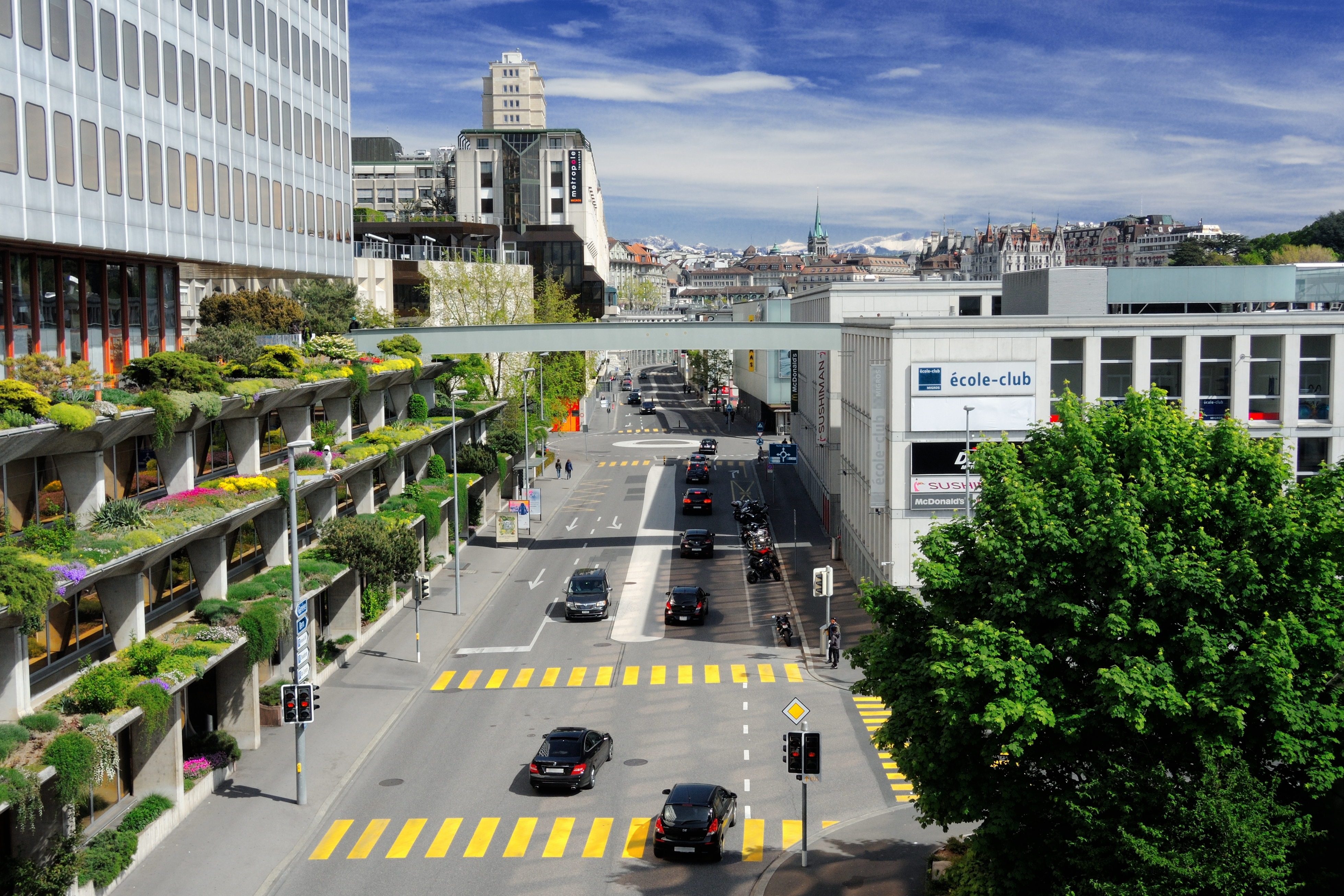
Primavera
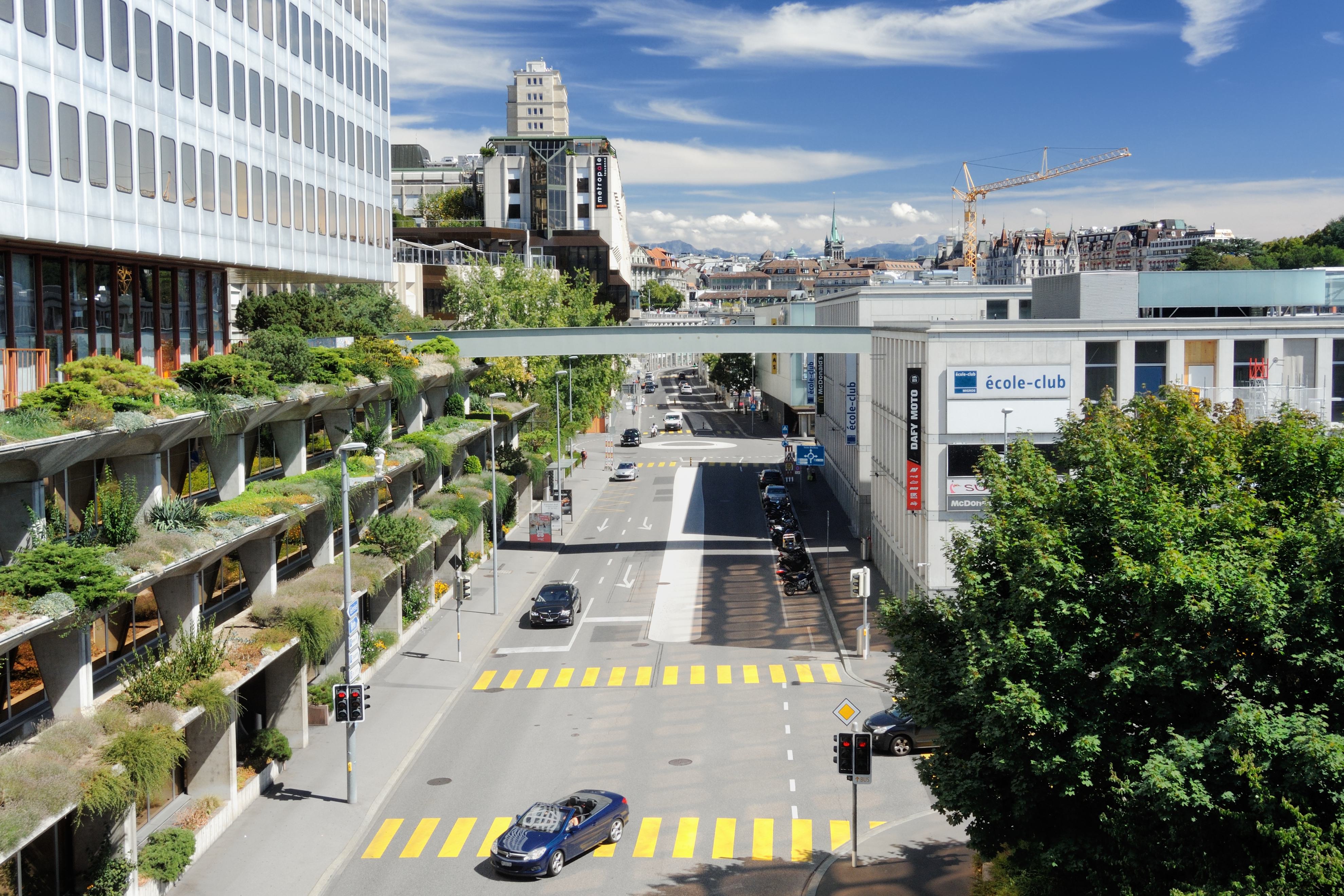
Estate
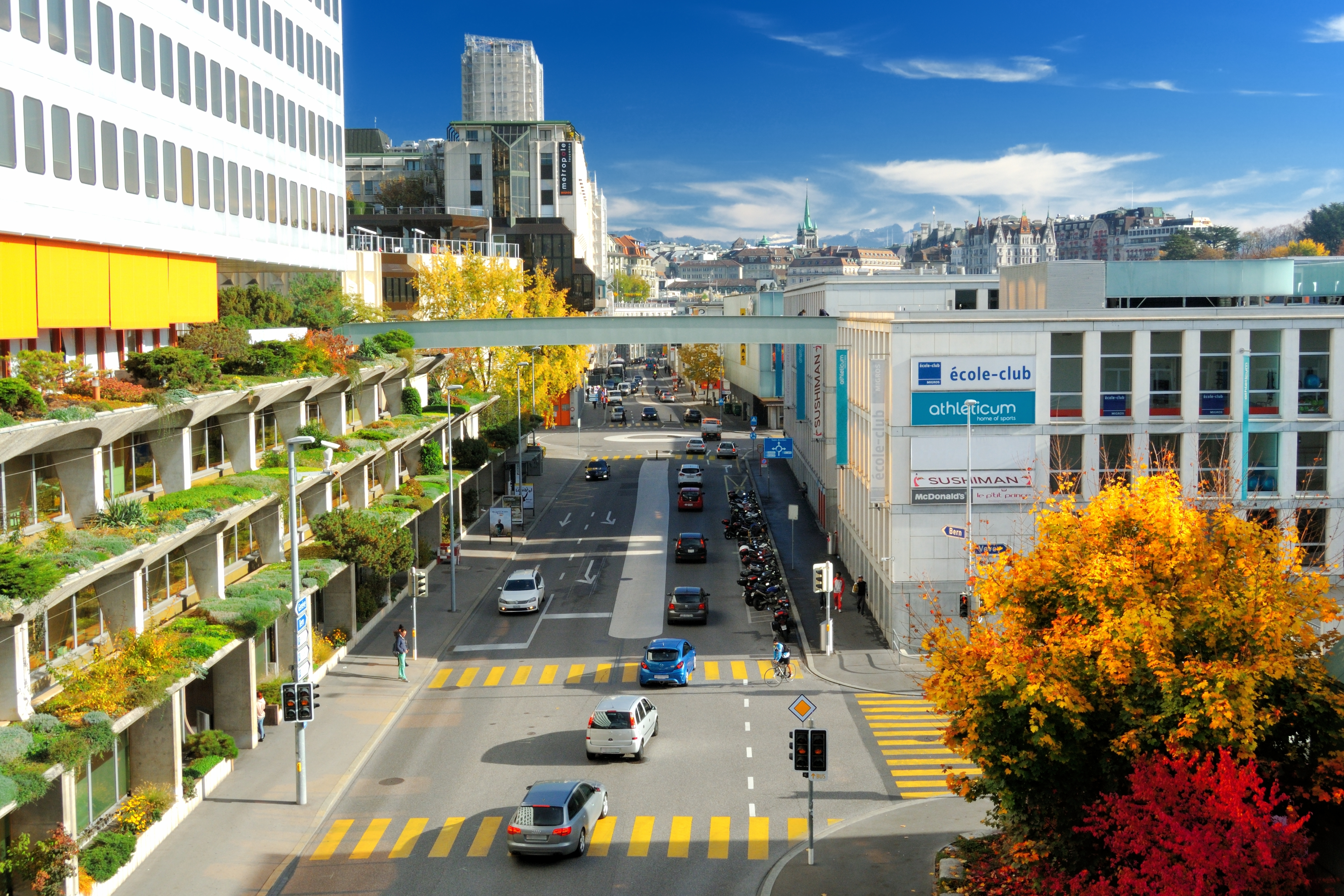
Autunno
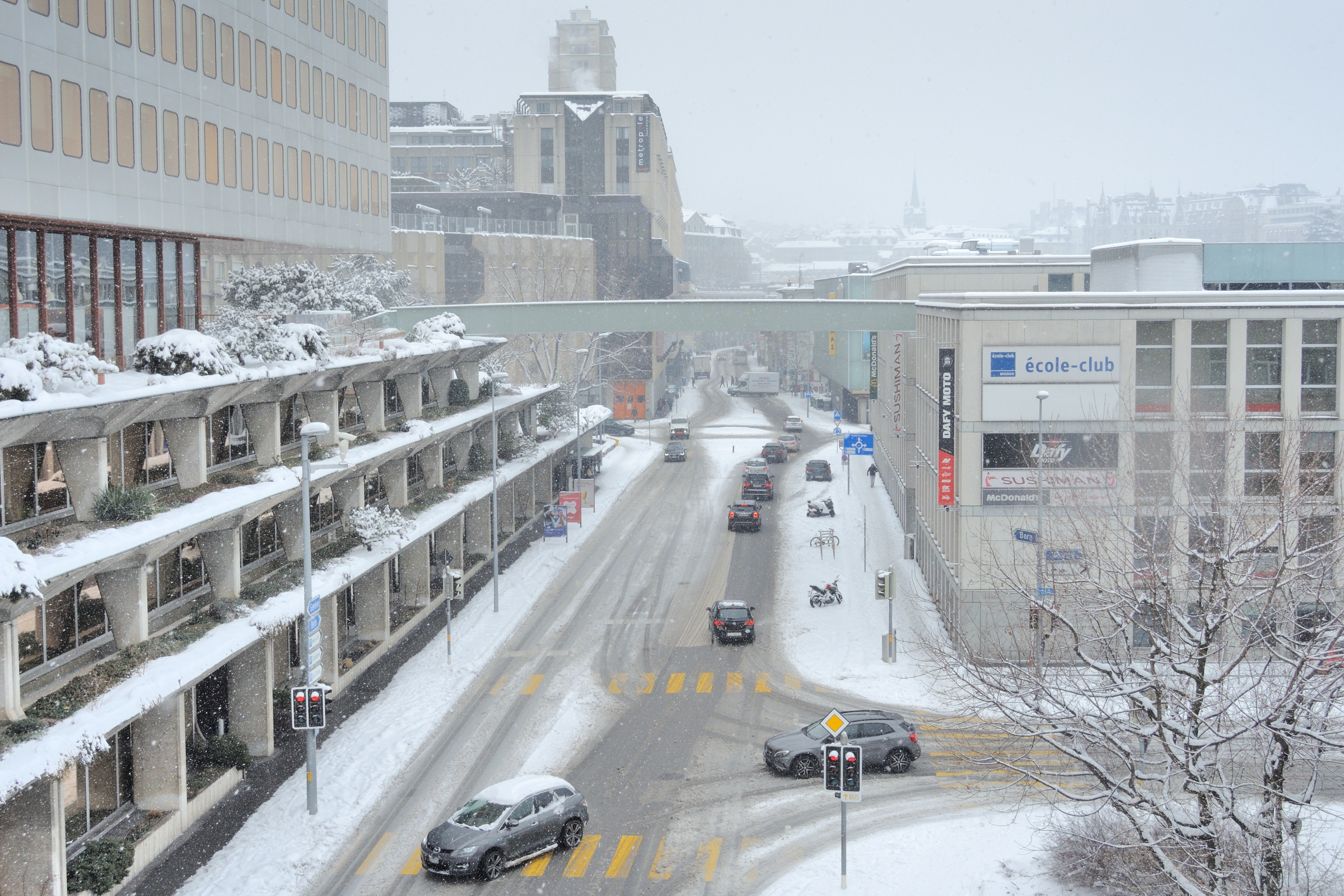
Inverno

## Storia
I Romani costruirono un accampamento militare, chiamato Lousanna, sul sito di un insediamento celtico, nei pressi del lago dove oggi si trovano Vidy e Ouchy; sulla collina che lo sovrastava c'era un forte chiamato 'Lausodunon' o 'Lousodunon'.
Dopo la caduta dell'Impero romano d'Occidente, l'insicurezza costrinse gli abitanti a trasferire Losanna dove si trova oggi, in una località più semplice da difendere, grazie alla presenza delle sue colline. La città fu in seguito governata dai Duchi di Savoia e dal Vescovo di Losanna. Poi fu soggetta a Berna dal 1536 al 1798 e molti dei suoi tesori culturali vennero rimossi per sempre, nonostante numerose richieste di Losanna per riaverle. Durante le guerre napoleoniche, il suo status cambiò. Nel 1803 divenne capitale di un nuovo cantone, il canton Vaud, con il quale entrò nella Confederazione Elvetica.
Nel 1906 l'apertura del Traforo del Sempione, che collega la Svizzera all'Italia, consentì a Losanna di crescere e diventare un hub ferroviario internazionale. Il 24 luglio 1923 venne qui firmato il trattato di Losanna
Dal 30 aprile al 25 ottobre 1964, Losanna ospitò l'esposizione nazionale svizzera.
Tra gli anni Cinquanta e gli anni Settanta, vi immigrarono numerosi italiani, spagnoli e portoghesi, stabilendosi principalmente nella zona industriale di Renens.
La città è tradizionalmente tranquilla, ma, verso la fine degli anni Sessanta e nei primi anni Settanta, una serie di manifestazioni a carattere prevalentemente giovanile che hanno portato a scontri con la polizia fecero nascere il motto Lausanne bouge ("Losanna diventa animata").

## Monumenti e luoghi d'interesse

### Architetture religiose

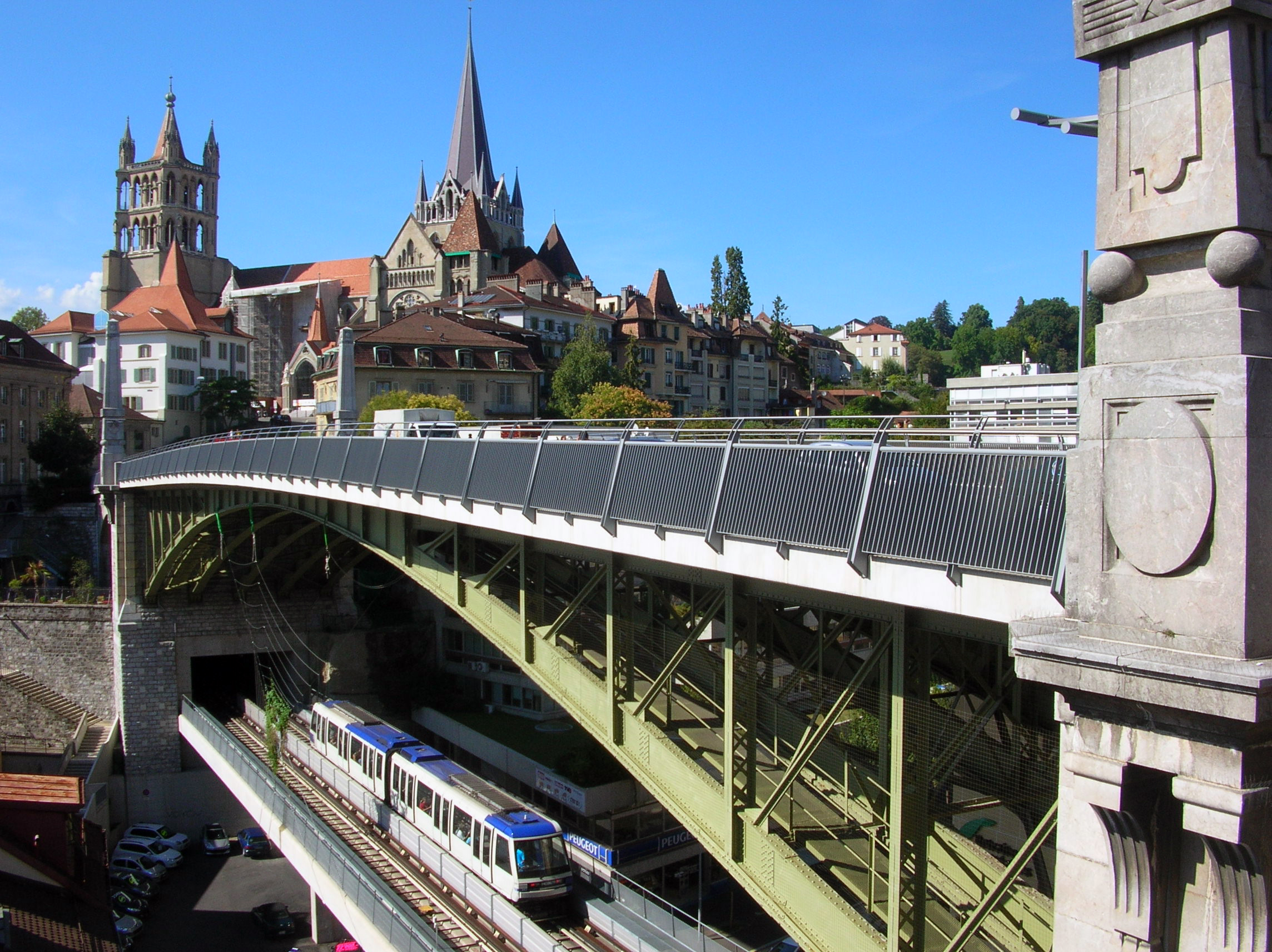
La Cattedrale di Losanna

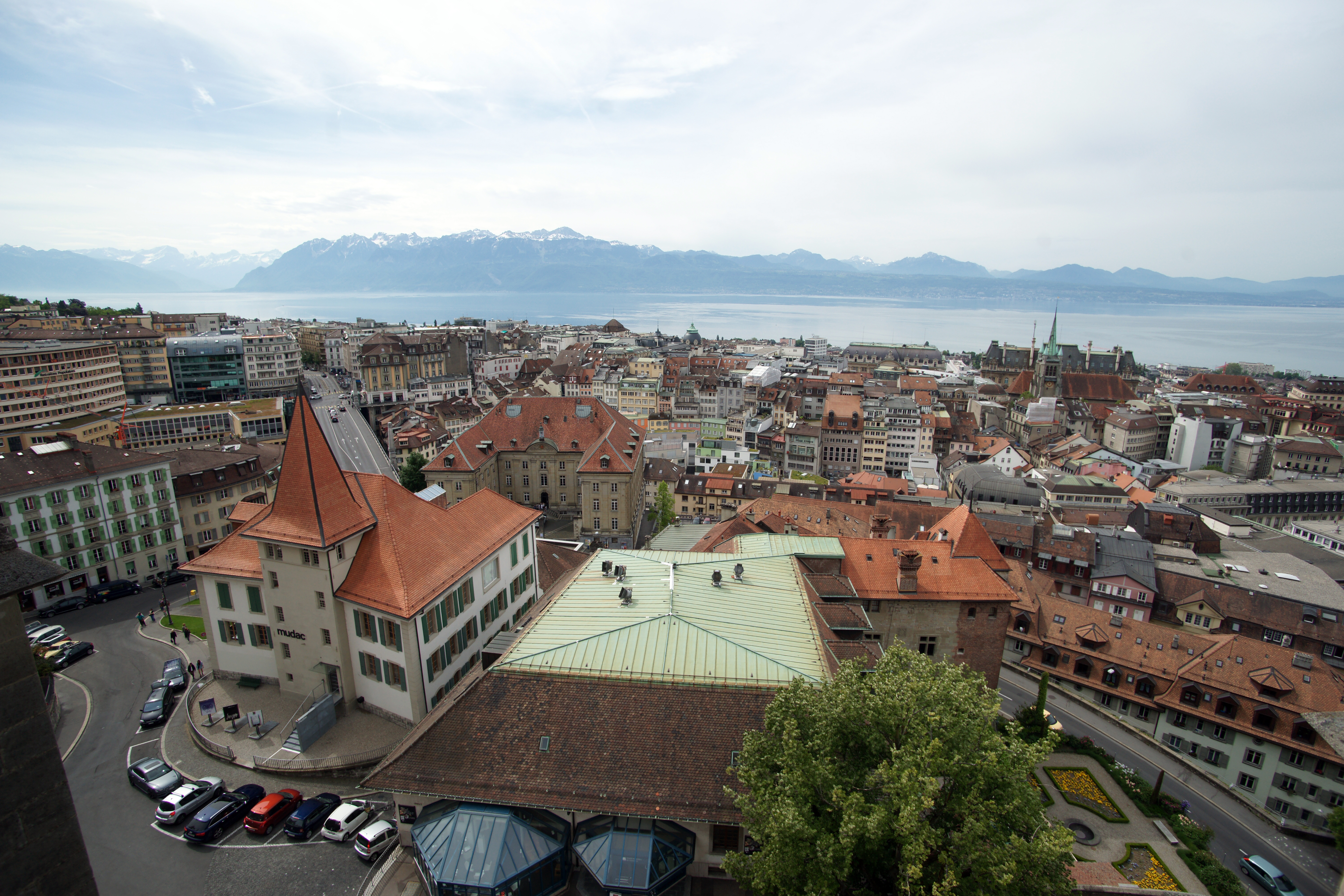
Panorama della città dal Duomo

Un importante monumento di Losanna è la cattedrale di Nostra Signora, costruita tra il IX e il XIII secolo.

### Architetture civili
- Municipio di Losanna
- Casa Mercier

### Architetture militari
Da segnalare anche il Castello di Saint-Maire, la cui costruzione iniziò nel XIV secolo per diventare residenza vescovile, e il Castello di Ouchy, entrambi inseriti nella lista dei beni culturali d'importanza nazionale.

## Cultura

### Istruzione
- Università di Losanna

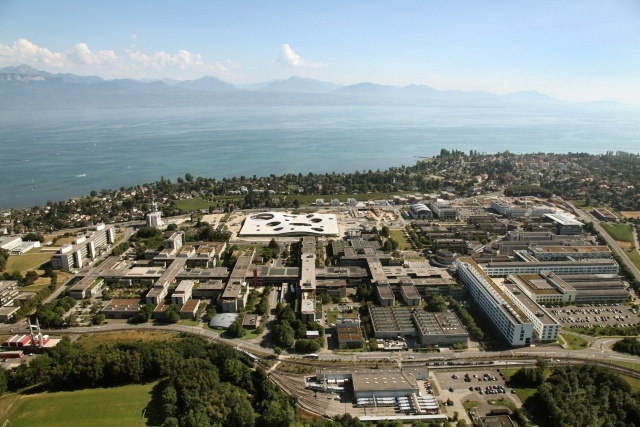
Scuola politecnica federale di Losanna

- Scuola politecnica di Losanna EPFL
- Ecole Hôtelière de Lausanne EHL
- International Institute for Management Development (IMD)
- École cantonal d'art de Lausanne ECAL

### Musei
Tra i musei:
- Museo olimpico
- Palais de Rumine
  - Musée cantonal de zoologie
  - Musée cantonal d'archéologie et d'histoire
  - Musée cantonal de géologie
  - Musée cantonal des Beaux-Arts
  - Musée monétaire cantonal de Lausanne
- Mudac (Museo di design e arti applicate contemporanee)
- Museo storico di Losanna
- Collection de l'Art Brut (erede della collezione Dubuffet)
- Museo dell'Ermitage (pittura impressionista)
- Museo dell'Elysée (fotografia)

È inoltre presente un famoso vivario, con un'importante esposizione di rettili velenosi.

### Cinema
A Losanna ha sede la Cinématèque Suisse, dove sono conservati 80 000 titoli e altro importante materiale cinematografico, che ne fanno la sesta nel mondo per quantità e varietà di beni custoditi.

### Musica
- Forum Opéra

## Geografia antropica
Il quartiere di Le Flon, situato nel centro cittadino, ha subito a partire dagli anni 2000 una notevole trasformazione. Originariamente zona di magazzini ed edifici industriali semiabbandonati, è stata trasformata in un complesso di edifici dedicati alla cultura e alle attività commerciali, valorizzati dagli interventi di architetti e artisti di fama internazionale.

## Infrastrutture e trasporti

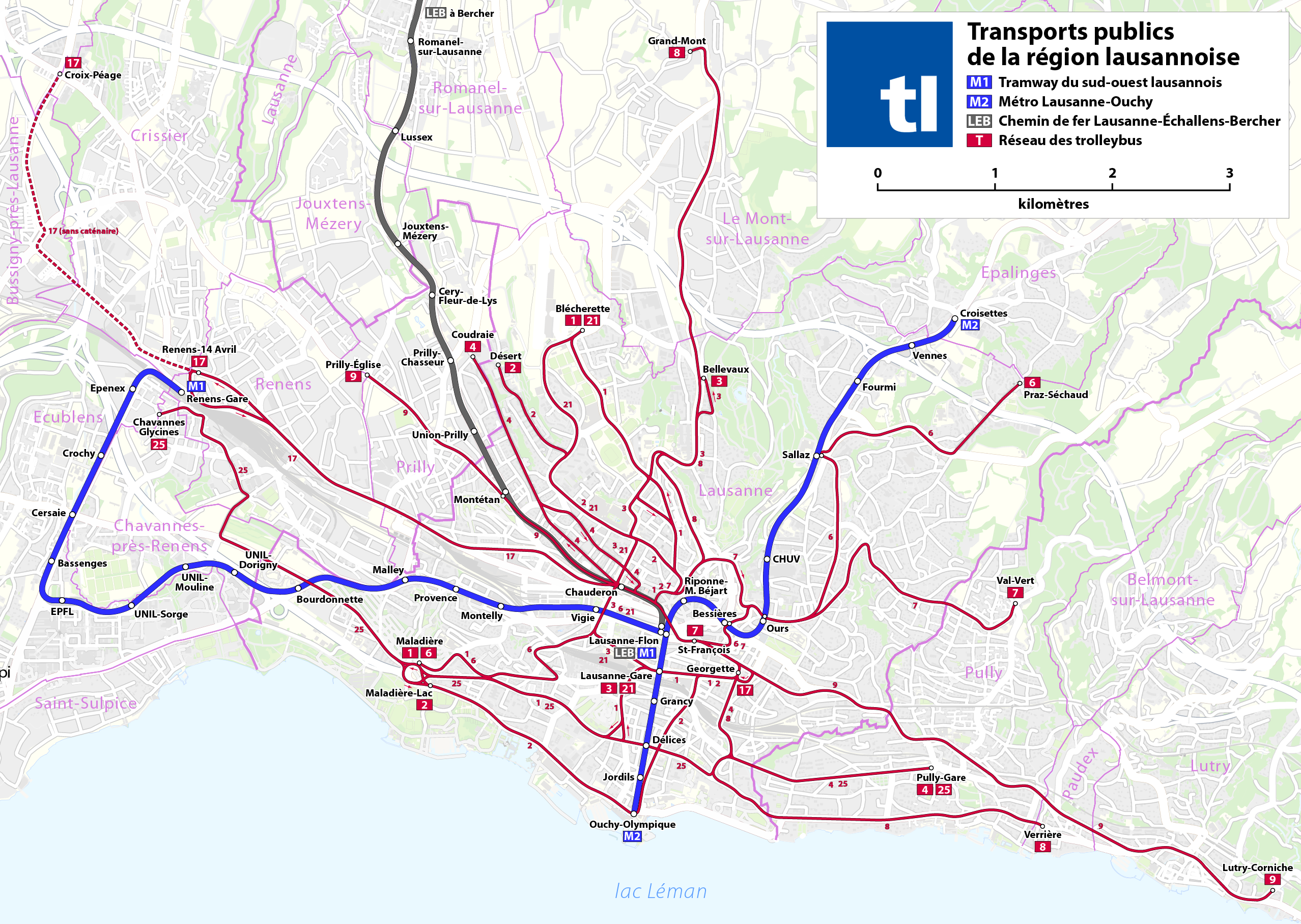

Nell'anno 1856 è aperta la Stazione di Losanna delle Ferrovie Federali Svizzere, che permettono di raggiungere agevolmente la città. Provenendo dall'Italia, anche Trenitalia ha un buon collegamento con Losanna.
La città, essendo molto estesa, vanta una fitta rete di trasporti urbani ed extraurbani.
Collegata con l'autostrada numero 9 e 1, quest'ultima in particolare si dirama nella A1a: autostrada che penetra nella città terminando alla rotonda della Maladière. Se si proviene da Milano con la A4, si va verso il Gran San Bernardo prendendo la A5, poi si passa appunto il traforo del San Bernardo, si prosegue sulla strada europea E27 e poi la A9.
Losanna è raggiungibile anche in aereo, ma non con una linea diretta, poiché il suo aeroporto Losanna-Blécherette è privato. In alternativa si può atterrare all'aeroporto di Ginevra-Cointrin, il quale dista circa 64 km.

### Trasporti pubblici
Il trasporto urbano è gestito dall'azienda Transports publics de la région lausannoise ed è costituito da un insieme di autobus, filobus (che sostituirono a partire dal 1932 la rete tranviaria, chiusa nel 1964) e da un'estesa rete di servizi ferroviari metropolitani (metropolitana di Losanna, 2 linee), ferroviari passanti nazionali e regionali e linee suburbane tra cui la Losanna-Echallens-Bercher.

## Amministrazione
La città di Losanna ha un legislativo, il Consiglio Comunale, con 100 membri, ed un esecutivo, il Municipio, con sette membri. Il legislativo è eletto con sistema proporzionale e l'esecutivo dal sistema maggioritario a due turni.
Per la legislatura 2011-2016, i 100 membri del Consiglio Comunale sono ripartiti:
- 29 Partito Socialista
- 24 PLR.I Liberali Radicali
- 20 Partito Ecologista Svizzero
- 14 Unione Democratica di Centro
- 14 estrema sinistra (POP, Solidarité, la Gauche)

I 7 membri del Municipio sono ripartiti:
- 3 Partito Socialista
- 2 Verdi
- 1 PLR.I Liberali Radicali
- 1 estrema sinistra (POP)

Il comune ha sette dipartimenti ciascuno guidato da un Consigliere Municipale (periodo 2011-2016):
- Daniel Brélaz (Verdi): amministrazione generale
- Oscar Tosato (Partito Socialista): infanzia, gioventù e socialità
- Marc Vuilleumier (POP): sicurezza pubblica e sport
- Jean-Yves Pidoux (Verdi): servizi industriali
- Florence Germond (Partito Socialista): finanza e parchi
- Gregory Junod (Partito Socialista): cultura e alloggi
- Olivier Français (PLR.I Liberali Radicali): edilizia

### Gemellaggi
- Bicaz

## Sport

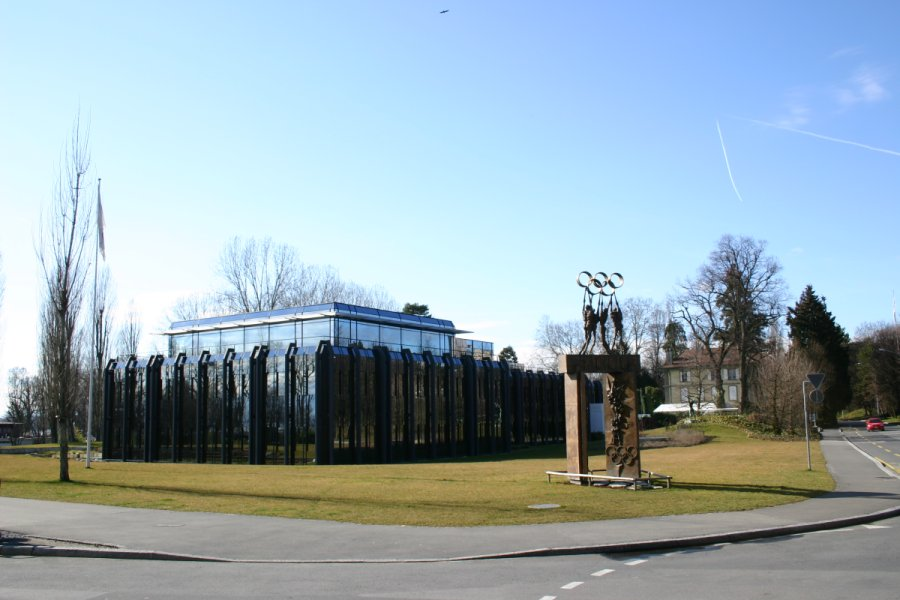
La sede del CIO

Losanna è sede del Comitato Olimpico Internazionale (CIO) e del Tribunale Arbitrale dello Sport, inoltre hanno sede molte federazioni sportive, fra cui la Federazione Internazionale di Nuoto (FINA), che gestisce il nuoto di superficie, il nuoto di fondo, la pallanuoto, i tuffi in piscina e il nuoto artistico; la Federazione Aeronautica Internazionale (FAI), che gestisce tutti gli sport aerei, sia a motore che senza motore, e ratifica i record di astronautica; la Federazione Internazionale di Canoa (ICF), che gestisce la canoa e il kayak; la Federazione Internazionale Canottaggio (FISA); la Federazione Internazionale di Ginnastica (FIG), che gestisce la ginnastica artistica, ritmica femminile, aerobica, acrobatica e al trampolino; l'Unione Internazionale di Pattinaggio (ISU), che gestisce il pattinaggio su ghiaccio artistico, veloce e sincronizzato; la Federazione Internazionale di Baseball; la Federazione Internazionale di Bob e Skeleton (IBSF), che gestisce gli sport del bob e dello skeleton, e altre ancora.
Il 3 giugno 1996 la 16ª tappa del Giro d'Italia '96 si è conclusa a Losanna con la vittoria dell'ucraino Aleksandr Hončenkov.

### Calcio
Le squadre principali della città sono il Football Club Lausanne-Sport e il Football Club Stade Lausanne-Ouchy.

### Football americano
La locale squadra di football americano, i Lausanne LUCAF Owls (legati all'Università di Losanna), milita in Lega Nazionale A e nella lega indipendente NSFL, il cui torneo ha vinto nel 2007.

### Eventi sportivi
- Maratona di Losanna
- 20km di Losanna
- Tour de Romandie
- Athlétissima
- Attraverso Losanna